# ژرژ کاسولاری
ژرژ کاسولاری (فرانسوی: Georges Casolari‎; ۵ مهٔ ۱۹۴۱ – ۷ اکتبر ۲۰۱۲) بازیکن فوتبال اهل فرانسه بود.
از باشگاه‌هایی که در آن بازی کرده‌است می‌توان به باشگاه فوتبال موناکو اشاره کرد.
وی همچنین در تیم ملی فوتبال فرانسه بازی کرده‌است.